# Elisabet de Hessen-Kassel
Elisabet de Hessen-Kassel (en alemany Elisabeth von Hessen-Kassel) va néixer a Kassel (Alemanya) el 24 de març de 1596 i va morir a Güstrow el 16 de desembre de 1625. Era una noble alemanya, filla de Maurici I de Hessen-Kassel (1572-1632) i d'Agnès de Solms-Laubach (1578-1602).
Era una persona d'una acurada formació. Parlava diversos idiomes i és autora de més de 200 poemes, a més de compondre i tocar peces musicals. Va crear, d'altra banda, l'Orquestra de la Cort de Güstrow.

## Matrimoni i fills
El 26 de març de 1618 es va casar a Kassel amb Joan Albert II de Mecklenburg (1590-1636), fill del duc Joan VII de Mecklenburg-Schwerin (1558-1592) i de Sofia de Schleswig-Holstein-Gottorp (1569-1634). Aquest matrimoni va tenir un fill:
- Jordi (1620-1675), casat primer amb Caterina d'Halberstadt, i després amb Margarida de Lowtzow.